# Domenico Porzio
Domenico Porzio (Tarento, 1921 — Cortina d'Ampezzo, 1990) foi um jornalista, escritor e crítico literário italiano. Tradutor de Jorge Luis Borges e Lygia Fagundes Telles, trabalhou em inúmeras revistas em seu país de origem: Oggi, Epoca e Panorama.